# اسكولا
اسكولا، (بالإنجليزية: Escolca)‏، هي (بلدية) في مقاطعة جنوب سردينيا في منطقة سردينيا الإيطالية، وتقع على بعد حوالي 50 كيلومترا (31 ميل) إلى الشمال من كالياري. في 31 ديسمبر 2004 ، كان عدد سكانها 652 وتبلغ مساحتها 14.7 كيلومتر مربع (5.7 ميل مربع).

## السكان
في سنة 1861 بلغ عدد السكان 657 نسمة، وتطور العدد ليصل في سنة 2011 لـ 624 نسمة.
يظهر هذا المخطط البياني تطور النمو السكاني لـ اسكولا